# Al-Dhafra Football Club
Maillots
Le Al Dhafra Football Club (en arabe : نادي الظفرة لكرة القدم), plus couramment abrégé en Al Dhafra, est un club émirati de football fondé en 2000 et basé à Abou Dabi.

## Joueurs et personnalités du club

### Entraîneurs
- Sebastião Rocha 2005-2006
- Baltemar Brito 2011
- Mohamed Kwid 2011-2012
- Džemal Hadžiabdić 2012-
- Marin Ion 2014-2015
- Laurent Banide
- Mohamed Kwid